# نباتات قديمة

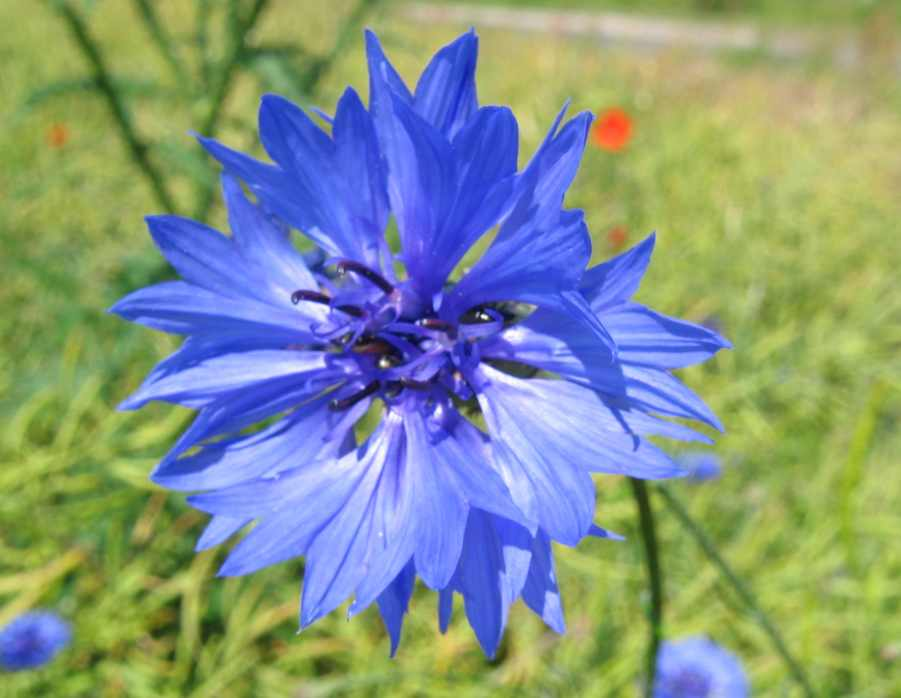
قنطريون عنبري٫ وهو من نبات قديم.

النباتات القديمة هي أنواع من النباتات التي لا تنتمي في الأصل إلى منطقة جغرافية ما، ولكنها تعتبر أنواعًا غريبة عليها كانت تتواجد في الأزمنة "الماضية"، ولم يكن ظهورها حديثًا. ويُطلق على تلك الأنواع التي ظهرت مؤخرًا نباتات حديثة الاستيطان. وفي بريطانيا، كان يُقصد بالنباتات القديمة تلك الأنواع التي كانت موجودة قبل عام 1492، العام الذي وصل فيه كريستوفر كلومبوس إلى العالم الجديد وفي الوقت الذي بدأ فيه التبادل الكولومبي.[بحاجة لمصدر]